# Александро-Невское городское поселение
Александро-Невское городско́е поселе́ние — муниципальное образование в Александро-Невском районе Рязанской области Российской Федерации.
Административный центр — пгт Александро-Невский.

## История
Александро-Невское городское поселение образовано в 2006 году.
До 2012 года называлось Новодеревенским.

## Население
| 2009  | 2010  | 2012  | 2013  | 2014  | 2015  | 2016  | 2017  | 2018  |
| ----- | ----- | ----- | ----- | ----- | ----- | ----- | ----- | ----- |
| 4057  | ↘4013 | ↘3969 | ↘3967 | ↘3901 | ↘3867 | ↘3796 | ↘3771 | ↘3703 |
| 2019  | 2020  | 2021  | 2023  |       |       |       |       |       |
| ↘3614 | ↘3528 | ↗3709 | ↘3605 |       |       |       |       |       |

## Состав городского поселения
| № | Населённый пункт   | Тип населённого пункта      | Население |
| - | ------------------ | --------------------------- | --------- |
| 1 | Александро-Невский | пгт, административный центр | ↘3605     |

## Местное самоуправление
Главы муниципального образования
- Елена Валентиновна Блохина
- Геннадий Евгеньевич Шанин

Главы администрации
- до 2023 года - Александр Евгеньевич Егоршин
- с 2023 года - и.о. Илья Викторович Жирков